# 唐肃 (北宋)
唐肃（965年—1030年），字叔元，杭州钱塘人，祖籍北海郡平寿县。北宋政治人物。北宋“五豸唐门”人物之一。
肅字叔元，杭州錢塘人。舉進士，調郿縣主簿，徙泰州司理參軍。雷有終辟為觀察推官，遷祕書省著作佐郎，歷知聞喜、福昌縣，通判陜州。召拜監察御史。或薦肅為郡牧判官,真宗曰：『朕欲別用肅』。 遂提點梓州路刑獄，遷殿中侍御史，入為三司戶部判官。出知舒州，遷侍御史，為福建路轉運使，判三司開拆司，再遷工部郎中、知洪州，尋為江南東路轉運使，擢三司度支副使。奉使契丹，還，遷刑部，為龍圖閣待制、登聞檢院、知審刑院，卒。。
《宋史唐肅傳》：肅徙泰州司理參軍，有商人寓逆旅，而同宿者殺人亡去。商人夜聞人聲，往視之，血沾商人衣，為捕吏所執。州趣獄具，肅探知其冤，持之。後數日，得殺人者。
父唐涣，衢州龍游縣令，累贈工部侍郎。 
祖父唐仁恭，吴越王杭州唐山县令。

## 子女
- 唐询，北宋“五豸唐门”人物之一。
  - 子：唐埛，字林夫。北宋“五豸唐门”人物之一。
- 唐詔
- 唐諲
- 唐諷